# Khaled Saïd
Khaled Mohamed Saïd, en arabe خالد محمد سعيد, né le 27 janvier 1982 et mort sous les coups de la police le 6 juin 2010 à Alexandrie, est un jeune Égyptien dont la mort est devenue un symbole de la dictature policière égyptienne, et qui a contribué au déclenchement de la révolution égyptienne de 2011.
Sa mort, dont les causes sont encore officiellement discutées, survient après son arrestation par la police. Peu après, les photos de son visage défiguré sont diffusées sur les réseaux sociaux d’Internet, laissant penser ou prouvant qu’il a été battu à mort par la police égyptienne. Un groupe Facebook est créé par un informaticien de Google, Wael Ghonim, Nous sommes tous des Khaled Saïd, attire l’attention sur les circonstances de sa mort et contribue à accroître le sentiment de mécontentement dans les mois et les semaines qui conduisent à la révolution,.

## Vie personnelle
Khaled Saïd est élevé par sa mère et sa famille élargie après la mort de son père. Intéressé par les ordinateurs, il étudie la programmation informatique aux États-Unis d'Amérique. Il aime aussi la musique, et compose un morceau musical avant sa mort.

## Mort
Le 6 juin 2010, Saïd était au deuxième étage d’un cybercafé. Deux agents de police en civil du commissariat de Sidi Gaber l’arrêtent en plein cybercafé à la demande du propriétaire du cybercafé. De multiples témoins attestent que la police l’a battu à mort, avec divers objets. Le propriétaire du cybercafé atteste lui aussi qu’il a vu Saïd mort de ses blessures sous le porche du bâtiment situé en face du cybercafé.
La police affirme qu’il est mort étouffé en tentant d’avaler une boulette de haschisch, ce qui est confirmé par les premières autopsies. Par la suite, elle indique également que Saïd était recherché pour vol et détention d’armes, et qu’il a résisté lors de son arrestation.
L’ancien chef de la médecine légale égyptienne, Ayman Fouda, a été interrogé sur la procédure suivie lors de l’autopsie de Saïd. Il affirme que l’autopsie aurait dû rechercher les effets d’un choc sur le cerveau, ce qu’elle n’a pas fait.
Les deux policiers sont emprisonnés quatre jours, et sont interrogés sur les accusations de tabassage de Saïd. La famille de Saïd affirme qu’il a été torturé à mort car il possédait des vidéos prouvant l’implication de policiers dans un trafic de drogue, ainsi que dans des cas de torture.

## La transmission virale des photographies de Saïd mort
Quand la famille de Saïd va constater le décès à la morgue, son frère prend des photos avec son téléphone portable. Les photos du corps sont publiées sur Internet par sa famille au cours du mois, provoquant l’indignation publique. Human Rights Watch a publié un rapport à propos de la photo, indiquant que « les photos du visage de Saïd publiées sur Internet montrent son visage battu et déformé, son crâne fracturé, sa mâchoire disloquée, son nez cassé, et de nombreux autres traumatismes », et que l’image montre clairement « de fortes preuves que les policiers en civil l’ont battu de manière cruelle et publique ».

## Nous sommes tous Khaled Saïd
Parmi ceux qui voient la photo, Wael Ghonim, cadre commercial de Google basé à Dubaï, crée un mémorial pour Saïd sur Facebook, qu’il nomme Nous sommes tous Khaled Saïd. Des dizaines de milliers de personnes suivent la page, qui devient la première page des dissidents égyptiens sur Facebook,. La mobilisation en faveur de Saïd croît rapidement,, de nombreuses personnes sur Facebook utilisant sa photographie sur leur profil.
À cause de la publication de cette photo et des fortes critiques internationales, le gouvernement égyptien consent à faire juger les deux policiers impliqués dans la mort de Saïd.

## Enquête et procès des policiers
Le dossier d’enquête sur la mort de Khaled Saïd contient 300 pages, analyses et témoignages qui motivent l’accusation de deux policiers, Mahmoud Salah Mahmoud et Awad Ismael Suleiman, en procès criminel pour violence et détention injustifiée de la victime. Ils sont arrêtés en juillet 2010, et le procès commence le même mois, avant d’être reporté sine die. Il ne reprend pas avant la révolution du 25-Janvier. Alors qu’une audience devait avoir lieu en juin, elle est reportée au 24 septembre 2011. Une nouvelle autopsie démontre le meurtre, et que le paquet de marijuana a été inséré dans sa gorge après la mort.

## Manifestations à Alexandrie
Le 25 juin 2010, Mohamed El Baradei appelle à un rassemblement à Alexandrie contre les abus et les violences policières ; il rend visite à la famille de Saïd et lui présente ses condoléances,. Des manifestations ont également lieu place Tahrir au Caire, et devant l’ambassade d’Égypte à Londres. Trente manifestants du Caire sont arrêtés par la Sécurité centrale,.

## Influence sur la révolution égyptienne

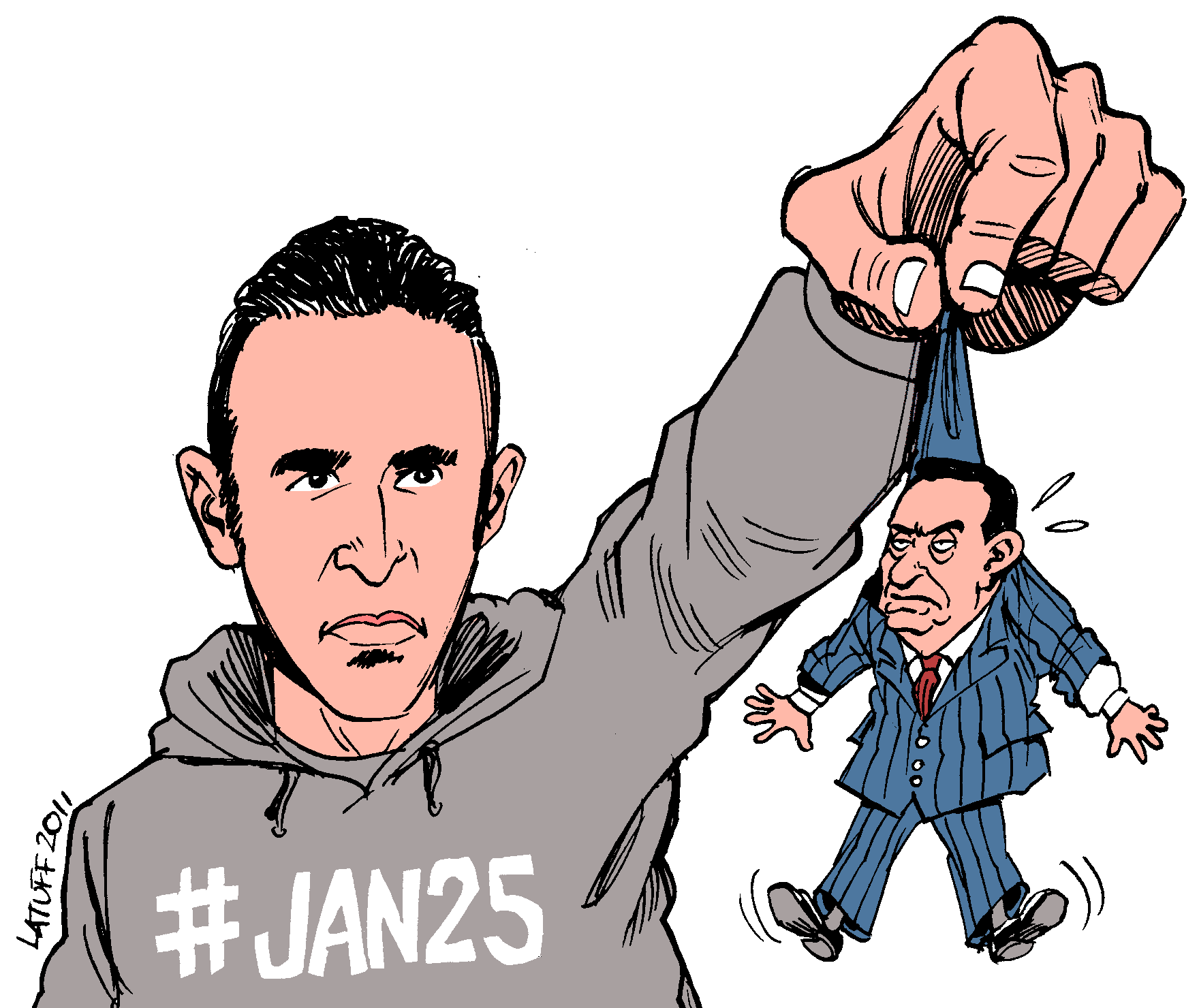
Caricature de Saïd et Hosni Moubarak, publiée durant la révolution égyptienne de 2011.

L’influence réelle de la page de Ghonim ne peut pas être mesurée, mais c’est sur celle-ci que le premier appel à manifester le 25 janvier est lancé ; les manifestants brandissaient des bannières et des posters reproduisant les photos du corps de Saïd. Il s’agit donc d’un des catalyseurs des manifestations de 2011, un symbole autour duquel le peuple s’est rassemblé pour protester contre les violences policières, et au-delà, contre les abus du gouvernement. Le 11 février, ces protestations ont conduit à la démission d'Hosni Mubarak après 30 ans au pouvoir. ABC News qualifie le visage de Saïd sur la photo prise à la morgue de « visage qui a lancé la révolution ».